# Vlag van Saint Vincent en de Grenadines

Vlag van Saint Vincent en de Grenadines (ratio 7:11)

De vlag van Saint Vincent en de Grenadines werd aangenomen op 21 oktober 1985. De vlag bestaat uit drie verticale banen in de kleuren blauw (links), geel en groen, waarbij de gele baan breder is dan de andere twee. In het midden van de gele baan staan drie groene ruiten in een V-vorm.

## Symboliek
De drie ruiten symboliseren de bijnaam van de eilandenstaat: Diamanten van de Antillen. De V-vorm staat voor Saint Vincent, het grootste en belangrijkste eiland van het land. De blauwe baan staat voor de lucht, de gele baan symboliseert de hartelijkheid van de bevolking en de groene baan staat voor de vegetatie op de eilanden.

## Geschiedenis
Op 27 oktober 1979 werd het land onafhankelijk van het Verenigd Koninkrijk. Saint Vincent en de Grenadines gebruikte toen een verticaal gestreepte blauw-geel-groene vlag, waarbij de banen van elkaar werden gescheiden door smalle witte banen. In het midden van de gele baan stond het wapen van het land. In 1985 kwam er een andere regering aan de macht; deze wilde een andere vlag, net zoals veel inwoners. Eerst werden de witte lijnen uit de vlag gehaald, waarna men hetzelfde jaar nog de huidige vlag aannam, die werd ontworpen door een Zwitsers ontwerpbureau.

? (1877 - 1907)
? (1907 - 1979)
? (1979 - 1985)
? (maart - oktober 1985)